# كيه إس-1 كوميت
رادوغا كيه إس-1 كوميت (الروسية: كا إس-1 «كوميتا» (المُذنّب)، لقب تعريف الناتو: "Kennel")، والمشار إليه أيضًا باسم إيه إس-1 وكا إس-1 (крылатый снаряд - قذيفة مجنحة) كان صاروخًا سوفيتيًا قصير المدى جو-سطح، طُور في الأساس للقيام بمهام مضادة للسفن. وكان يحمله نوعين من القاذفات؛ توبوليف تو-4 وتوبوليف تو-16.

## التطوير
بدأ تطوير الصاروخ في 1947 جنبًا إلى جنب مع صاروخ أرض-جو، إس إس سي-2بي «سامليت» (S-2 سوبكا)، كلا الصاروخين اعتمدا على الديناميكا الهوائية المستمدة من الطائرة المقاتلة ميكويان غوريفيتش ميج-15، وقد طورا تحت المسمى الرمزي للصاروخ «كوميت» المضاد للسفن.
جاء تصميم كا إس-1 لاستخدام ضد السفن السطحية. كان يشبه مقاتلة ميج-15 مصغرة بدون قمرة القيادة والهيكل السفلي. كان جسمه الرئيسي على شكل سيجار بأجنحة مائلة مع ذيل لطائرة. وكان يُدفع بواسطة محرك نفاث طراز كليموف آر دي-500 كيه، هندسة عكسية من رولز-رويس ديروينت. اعتمد التوجيه على نظام الملاحة بالقصور الذاتي (INS) في مرحلة منتصف المسار، ومن خلال رادار شبه نشط في المرحلة النهائية والذي يوجه الصاروخ نحو هدفه. كان الصاروخ يحمل رأس حربي خارق للدروع وزنه 600 كجم.
يُعتقد أن إيه إس-1 دخل الخدمة في 1955، حيث وضع في البداية على قاذفات تو-4 ثم حملته لاحقًا القاذفة الاستراتيجية تو-16 'بادجر-بي'، على حمالتين تحت الأجنحة. كما صُدرَ الصاروخ إلى مصر وإندونيسيا.
تشير المصادر إلى أن معظم صواريخ إيه إس-1 "كينيل" قد استُبدلت بصواريخ إيه إس-5 'كيلت' (كيه إس آر-2/كيه إيتش-11)، والتي سُلحت بها القاذفات لأول مرة في 1966. وقد خرج آخر صواريخ كا إس-1 من خدمة القوات السوفيتية في 1969.

## المستخدمون

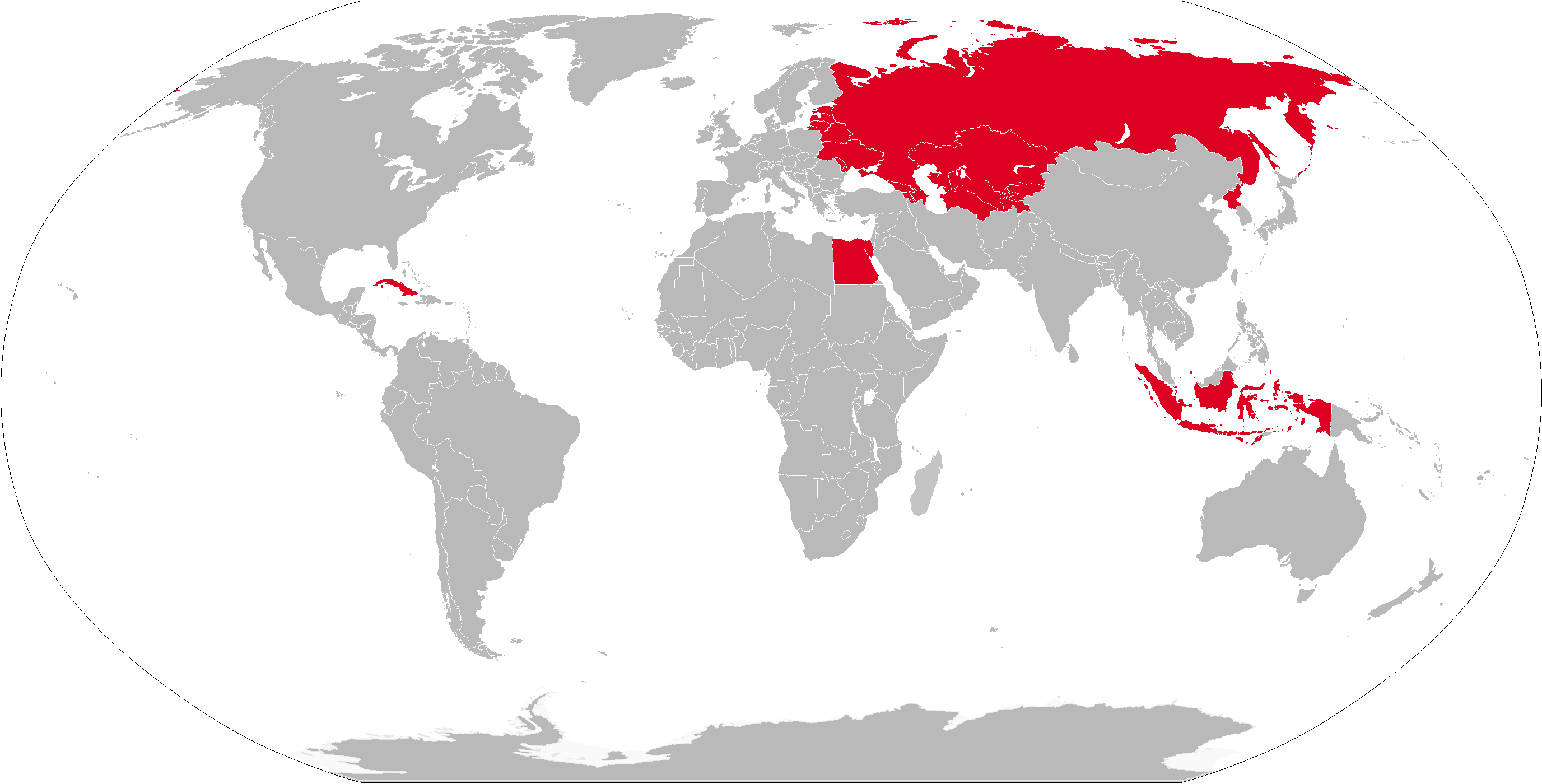
خريطة لمستخدمو كيه إس-1 السابقون باللون الأحمر

### المستخدمون السابقون
كوبا
- البحرية الكوبية (إس-2 نسخة سوبكا)

 مصر
- القوات الجوية المصرية

 إندونيسيا
- القوات الجوية الإندونيسية

 الاتحاد السوفيتي
 كوريا الشمالية

## النسخ الأرضية

### سوبكا

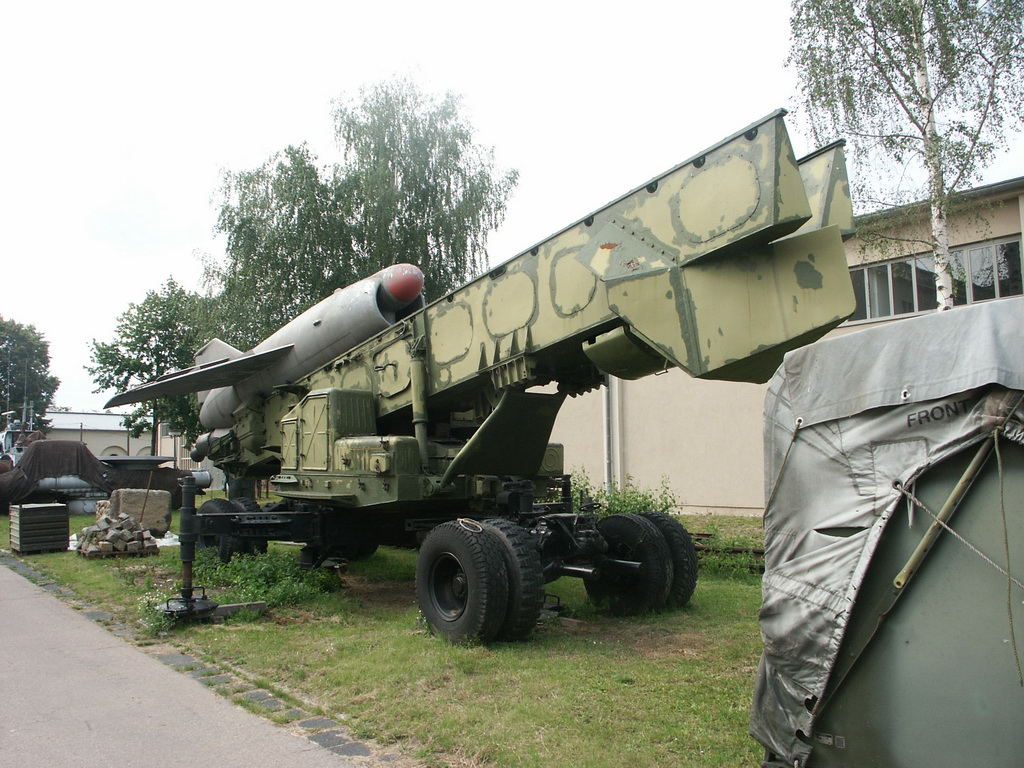
قاذف نسخة سوبكا الأرضية

كان نظام الدفاع الساحلي إس-2 سوبكا (رمز جي آر إيه يو الروسية: 4K87) (لقب تعريف الناتو: إس إس سي-2بي سامليت) نسخة مُسلحة تقليدية مُرفق بها صاروخ معزز بالدفع النفاث طراز إس بي آر دي-15 للمساعدة على إطلاق القذيفة من راجمات ثابتة. عند تحقيق السرعة الكافية، سيحمل المحرك النفاث للنموذج إيه إس-1 الصاروخ إلى الهدف. صُمم هذا النظام من أجل الهجمات البرية على الأهداف البحرية وانتشر على نطاق واسع في دول الكتلة الشرقية مثل بولندا وألمانيا الشرقية خلال الحرب الباردة. تمركز فوج واحد من نسخة سوبكا في كوبا كجزء من عملية أنادير. كما نُصبت نسخة سامليت في الإسكندرية وأُطلق منها على السفن الإسرائيلية خلال حرب أكتوبر.[بحاجة لمصدر] شهدت عائلة سامليت خدمة طويلة على الرغم من تقادمها وتقاعدت أخيرًا من الترسانة السوفيتية في 1980.

### إف كيه آر-1

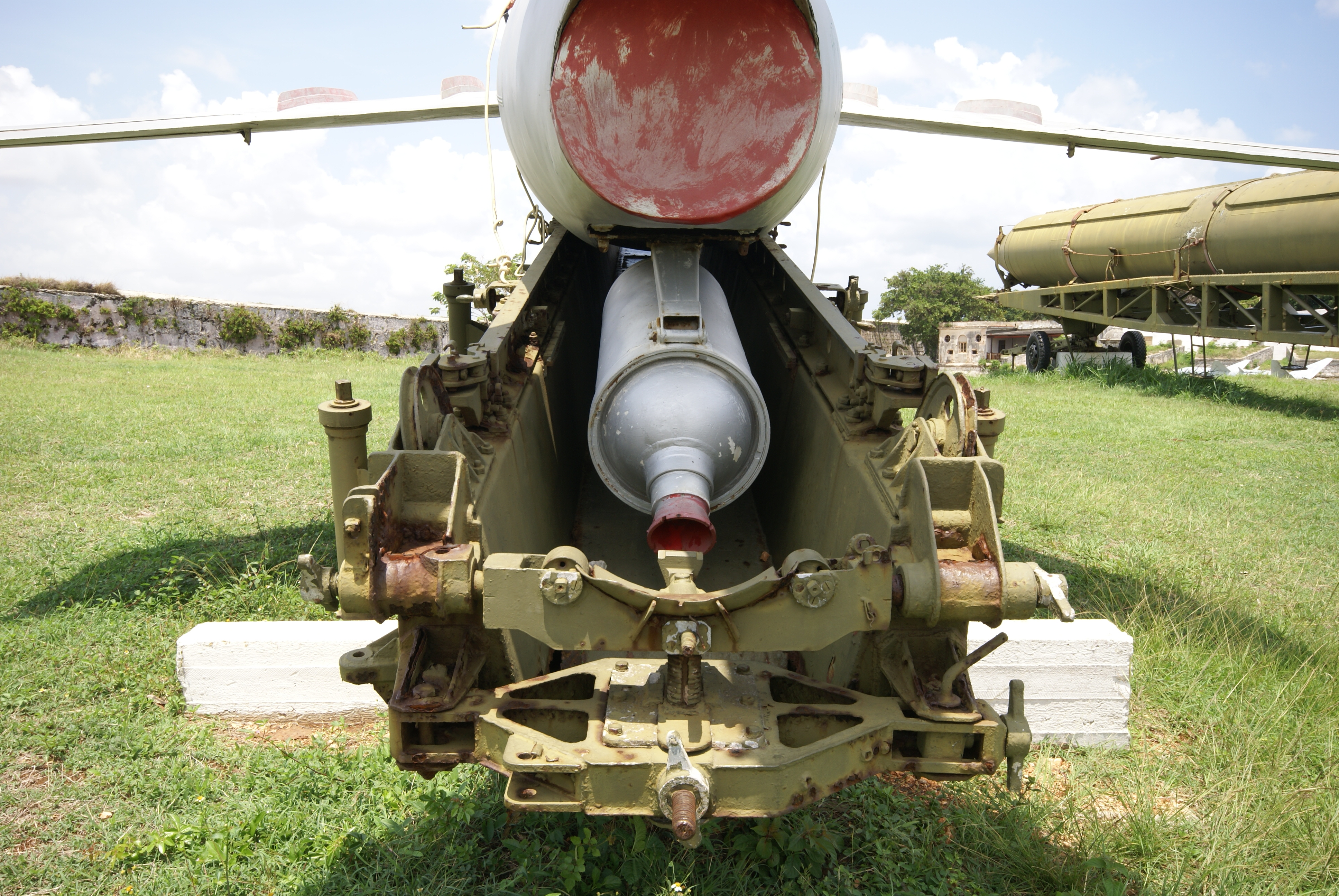
منظر خلفي لصاروخ إف كيه آر-1 بمحرك صاروخي طراز إس پي آر دي-15

صاروخ خط الجبهة القتالي (بالروسية: фронтовая крылатая ракета، لقب الكتلة السوفيتية: ميتيور) (رمز الناتو: إس إس سي-2إيه ساليش) كان نظام إطلاق متنقل بقدرات نووية مصمم للقتال الأرضي. برأس حربي يبلغ 12 كيلوطن ومدى يصل إلى 180 كم، دخل ضمن معدات القوات السوفيتية وقوات ألمانيا الشرقية في 1957.
حمل النظام رؤوسًا حربية نووية بعوائد تتراوح من 5 إلى 14 كيلوطن.[بحاجة لمصدر] مثل سوبكا، كانت سرعة الانطلاق تُحقق بواسطة طوق على صاروخ إس بي آر دي-15، مع ذلك كان نظام صاروخ خط الجبهة القتالي يسمح بالإطلاق مباشرة من الناقلة وقد جري تعديل الصاروخ لحمل رؤوس حربية نووية تكتيكية. وكان مداه يصل إلى 150 كم. لم يكن الجيش الأمريكي يعلم أثناء أزمة الصواريخ الكوبية، بتسليح فوجين من القوات المسلحة الكوبية (الفوج 561 و 584) بنحو 80 رأساً حربياً بوزن أربعة عشر كيلوطن في كوبا - الفوج الأول لمهاجمة القاعدة الأمريكية في غوانتانامو، مع تمركز الفوج الثاني بالقرب من هافانا لتدمير أي وحدات تحاول الإنزال. على الرغم من أن بعض السلطات تشكك في ما إذا كان لدى القادة المحليون السلطة لاستخدام هذه الأسلحة النووية في مسرح العمليات، إلا أن الأسلحة كانت موجودة ويُقال إنه إذا حدث نوع من الضغوطات، لربما استخدمها الجنود السوفيت.